# Liste der Stolpersteine in Noord-Kennemerland

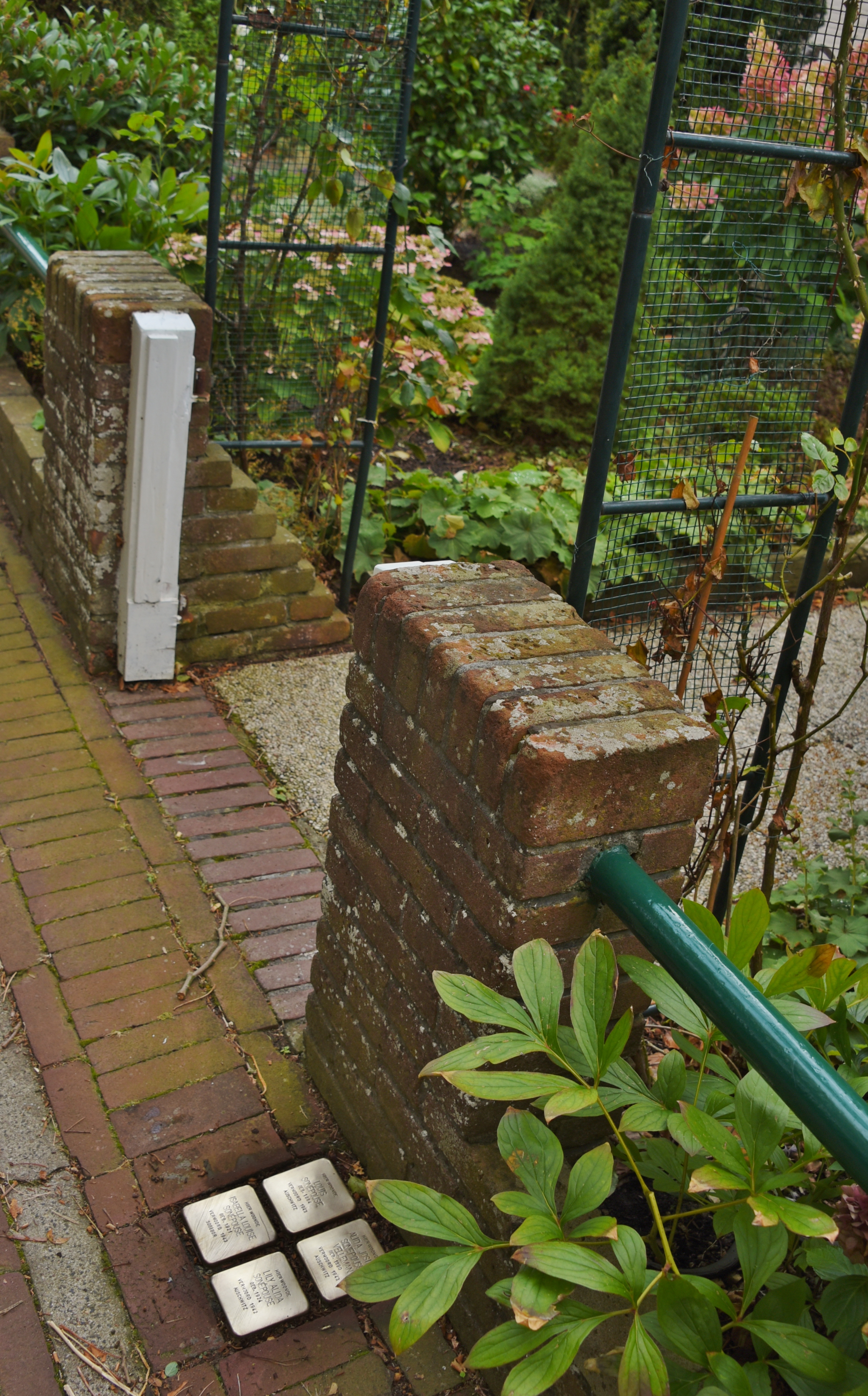
Stolpersteine in Heiloo

Die Liste der Stolpersteine im Noord-Kennemerland umfasst jene Stolpersteine, die vom deutschen Künstler Gunter Demnig in Noord-Kennemerland verlegt wurden, einer Region in der niederländischen Provinz Nordholland. Stolpersteine sind Opfern des Nationalsozialismus gewidmet, all jenen, die vom NS-Regime drangsaliert, deportiert, ermordet, in die Emigration oder in den Suizid getrieben wurden. Demnig verlegt für jedes Opfer einen eigenen Stein, im Regelfall vor dem letzten selbst gewählten Wohnsitz.
Die Verlegung des ersten Stolpersteines in dieser Region fand am 29. Februar 2016 in Egmond aan Zee statt.

## Verlegte Stolpersteine
In der Gemeinde Bergen liegen 13 Stolpersteine (zwölf in Bergen und einer im eingemeindeten Egmond aan Zee), in Heiloo 26.

### Bergen
Im nordholländischen Bergen wurden zwölf Stolpersteine an fünf Adressen verlegt.
| Stolperstein | Übersetzung | Verlegeort                                                         | Name, Leben                          |
| ------------ | --- | ------------------------------------------------------------------ | ------------------------------------ |
|              | HIER WOHNTE META HENRIËTTE ELION GEB. 1913 DEPORTIERT 1943 AUS WESTERBORK THERESIENSTADT ERMORDET 30.4.1943 SOBIBOR                                                   | Bergen, Loudelsweg 54 (vorm. 64)                                   | Meta Henriëtte Elion (1913–1943)     |
|              | HIER WOHNTE ROSALIE ELION- WIJNKOOP GEB. 1882 DEPORTIERT 1943 AUS WESTERBORK THERESIENSTADT ERMORDET 30.4.1943 SOBIBOR                                                | Bergen, Loudelsweg 54 (vorm. 64)                                   | Rosalie Elion-Wijnkoop (1882–1943)   |
|              | HIER WOHNTE RUBEN ELION GEB. 1880 FLUCHT IN DEN TOD 8.6.1942 LANDSMEER                                                                                                | Bergen, Loudelsweg 54 (vorm. 64)                                   | Ruben Elion (1880–1942)              |
|              | HIER WOHNTE ANNA DE GROOT GEB. 1914 INTERNIERT 1943 VUGHT DEPORTIERT AUS WESTERBORK ERMORDET 24.9.1943 AUSCHWITZ                                                      | Bergen, Dorpsstraat 67 (huis 'Kijk uit')                           | Anna de Groot (1914–1943)            |
|              | HIER WOHNTE BETJE DE GROOT- WAGENAAR GEB. 1872 DEPORTIERT 1943 AUS WESTERBORK ERMORDET 12.2.1943 AUSCHWITZ                                                            | Bergen, Dorpsstraat 67 (huis 'Kijk uit')                           | Betje de Groot-Wagenaar (1872–1943)  |
|              | HIER WOHNTE DAVID DE GROOT GEB. 1879 DEPORTIERT 1943 AUS WESTERBORK ERMORDET 12.2.1943 AUSCHWITZ                                                                      | Bergen, Dorpsstraat 67 (huis 'Kijk uit')                           | David Groot (1879–1943)              |
|              | HIER WOHNTE MARIANNA ELISABETH DE GROOT GEB. 1918 INTERNIERT 1943 VUGHT DEPORTIERT AUS WESTERBORK ERMORDET 24.9.1943 AUSCHWITZ                                        | Bergen, Dorpsstraat 67 (huis 'Kijk uit')                           | Marianna Elisabeth Groot (1918–1943) |
|              | HIER WOHNTE MORIZ REIF GEB. 1860 DEPORTIERT 1943 AUS WESTERBORK ERMORDET 9.4.1943 SOBIBOR                                                                             | Bergen, Breelaan 47 (Pension De Haemstede)                         | Moriz Israël Reif (1860–1943)        |
|              | HIER WOHNTE BERTHA REIF- STRAKOSCH GEB. 1870 DEPORTIERT 1943 AUS WESTERBORK ERMORDET 9.4.1943 SOBIBOR                                                                 | Bergen, Breelaan 47 (Pension De Haemstede)                         | Bertha Reif-Strakosch (1870–1943)    |
|              | HIER WOHNTE SIMON TRIJTEL GEB. 1889 DEPORTIERT 1943 AUS WESTERBORK ERMORDET 2.7.1943 SOBIBOR                                                                          | Bergen, Wittenburgh 89 (vorm. Breelaan 79, Pension De Reigershoek) | Simon Trijtel (1889–1943)            |
|              | HIER WOHNTE HEINTJE TRIJTEL-MELKMAN GEB. 1887 DEPORTIERT 1943 AUS WESTERBORK ERMORDET 2.7.1943 SOBIBOR                                                                | Bergen, Wittenburgh 89 (vorm. Breelaan 79, Pension De Reigershoek) | Heintje Trijtel-Melkman (1887–1943)  |
|              | HIER WOHNTE VINCENT WEIJAND GEB. 1921 VERHAFTET 27.7.1944 OMMEN INTERNIERT IN ERIKA, ARNHEIM, AMERSFOORT DEPORTIERT 1944 AUS WESTERBORK ERMORDET 21.2.1945 BUCHENWALD | Bergen, Landweg 2 (vorm. Kerkedijk 3)                              | Vincent Weijand (1921–1945)          |

### Egmond aan Zee
In Egmond aan Zee wurde ein Stolperstein verlegt.
| Stolperstein | Übersetzung | Verlegeort                            | Name, Leben                                    |
| ------------ | --- | ------------------------------------- | ---------------------------------------------- |
|              | HIER WOHNTE SELMA ROSETTA ISIDORA LEIJDESDORFF GEB. 1906 DEPORTIERT 1942 AUS WESTERBORK ERMORDET 17.9.1942 AUSCHWITZ | Egmond aan Zee, Wiardi Beckmanlaan 42 | Selma Rosetta Isidora Leijdesdorff (1906–1942) |

### Heiloo
In Heiloo wurden 26 Stolpersteine an neun Anschriften verlegt.
| Stolperstein | Übersetzung                                                                           | Verlegeort                      | Name, Leben                                 |
| ------------ | ------------------------------------------------------------------------------------- | ------------------------------- | ------------------------------------------- |
|              | HIER WAR UNTERGETAUCHT LODEWIJK BONNEWIT GEB. 1940 ERMORDET 1943 SOBIBOR              | Heiloo, Spoorlaan 4             | Lodewijk Bonnewit (1940–1943)               |
|              | HIER WAR UNTERGETAUCHT NICO BONNEWIT GEB. 1936 ERMORDET 1943 SOBIBOR                  | Heiloo, Spoorlaan 4             | Nico Bonnewit (1936–1943)                   |
|              | HIER WOHNTE FLORA GOLDEMANN-LION GEB. 1893 ERMORDET 1943 AUSCHWITZ                    | Heiloo, Frederikslaan E 123     | Flora Goldemann-Lion (1893–1943)            |
|              | HIER WOHNTE EMMA HEKSTER- VOGELSTEIN GEB. 1880 ERMORDET 1943 SOBIBOR                  | Heiloo, Rector Frederiklaan 24  | Emma Hekster-Vogelstein (1880–1943)         |
|              | HIER WOHNTE WERNER JOSEPH GEB. 1928 ERMORDET 1943 SOBIBOR                             | Heiloo, Van Foreestlaan 10      | Werner Joseph (1928–1943)                   |
|              | HIER WOHNTE LEONARD JULIUS KAAS GEB. 1906 ERMORDET 1942 AUSCHWITZ-BIRKENAU            | Heiloo, Rector Frederiklaan 24  | Leonard Julius Kaas (1906–1942)             |
|              | HIER WOHNTE JOSEPHINE LOEZA GEB. 1975 ERMORDET 1942 AUSCHWITZ                         | Heiloo, Van Foreestlaan 10      | Josephine Loeza (1875–1942)                 |
|              | HIER WOHNTE ELSE MOSSEL- BÜCHENBACHER GEB. 1900 ERMORDET 1942 BERGEN-BELSEN           | Heiloo, Van Foreestlaan 10      | Else Mossel-Büchenbacher (1900–1942)        |
|              | HIER WOHNTE JOSEPH MOSSEL GEB. 1897 ERMORDET 1942 BERGEN-BELSEN                       | Heiloo, Van Foreestlaan 10      | Joseph Mossel (1897–1942)                   |
|              | HIER WOHNTE MOSES PACH GEB. 1901 ERMORDET 1943 SOBIBOR                                | Heiloo, Kennemerstraatweg 508   | Moses Pach (1901–1943)                      |
|              | HIER WOHNTE NELLY PACH GEB. 1933 ERMORDET 1943 SOBIBOR                                | Heiloo, Kennemerstraatweg 508   | Nelly Pach (1933–1943)                      |
|              | HIER WOHNTE ROSA PACH GEB. 1926 ERMORDET 1943 SOBIBOR                                 | Heiloo, Kennemerstraatweg 508   | Rosa Pach (1926–1943)                       |
|              | HIER WOHNTE SAARTJE PACH-PIEROTTO GEB. 1900 ERMORDET 1943 SOBIBOR                     | Heiloo, Kennemerstraatweg 508   | Saartje Pach-Pierotto (1900–1943)           |
|              | HIER WOHNTE DEBORA SAMUËLS ROOS GEB. 1894 ERMORDET 1944 AUSCHWITZ                     | Heiloo, Kennemerstraatweg A 464 | Debora Samuëls Roos (1894–1944)             |
|              | HIER WOHNTE ALIDA JOSINA SONÉPOUSE- VELLEMAN GEB. 1890 ERMORDET 1943 AUSCHWITZ        | Heiloo, Kennemerstraatweg 508   | Alida Josina Sonépouse-Velleman (1890–1943) |
|              | HIER WOHNTE ISABELLA LOUISE SONÉPOUSE GEB. 1921 ERMORDET 1943 SOBIBOR                 | Heiloo, Kennemerstraatweg 508   | Isabella Louise Sonépouse (1921–1943)       |
|              | HIER WOHNTE LILY ALIDA SONÉPOUSE GEB. 1924 ERMORDET 1942 AUSCHWITZ                    | Heiloo, Kennemerstraatweg 508   | Lily Alida Sonépouse (1924–1942)            |
|              | HIER WOHNTE LOUIS SONÉPOUSE GEB. 1884 ERMORDET 1943 AUSCHWITZ                         | Heiloo, Kennemerstraatweg 508   | Louis Sonépouse (1884–1943)                 |
|              | HIER WAR UNTERGETAUCHT ESTHER SCHWAITZAR-KAN GEB. 1890 ERMORDET 1944 AUSCHWITZ        | Heiloo, Korte Kapellaan 10      | Esther Schwaitzar-Kan (1890–1944)           |
|              | HIER WAR UNTERGETAUCHT IDA SCHWAITZAR GEB. 1916 ERMORDET 1945 BERGEN-BELSEN           | Heiloo, Korte Kapellaan 10      | Ida Schwaitzar (1916–1945)                  |
|              | HIER WAR UNTERGETAUCHT WOLF SCHWAITZAR GEB. 1890 ERMORDET 1944 AUSCHWITZ              | Heiloo, Korte Kapellaan 10      | Wolf Schwaitzar (1890–1944)                 |
|              | IN HEILOO UNTERGETAUCHT WAR ELISABETH VOORZANGER-LAM GEB. 1885 FLUCHT IN DEN TOD 1943 | Heiloo, Dokterslaan             | Elisabeth Voorzanger-Lam (1885–1943)        |
|              | IN HEILOO UNTERGETAUCHT WAR JACOB VOORZANGER GEB. 1883 FLUCHT IN DEN TOD 1943         | Heiloo, Dokterslaan             | Jacob Voorzanger (1883–1943)                |
|              | HIER WAR UNTERGETAUCHT FIMI DE VRIES GEB. 1935 ERMORDET 1943 SOBIBOR                  | Heiloo, Heerenweg 95            | Fimi de Vries (1935–1943)                   |
|              | HIER WAR UNTERGETAUCHT JACOB ZADOK DE VRIES GEB. 1909 ERMORDET 1943 SOBIBOR           | Heiloo, Heerenweg 95            | Jacob Zadok de Vries (1909–1943)            |
|              | HIER WAR UNTERGETAUCHT ROZA DE VRIES-LEEUWE GEB. 1911 ERMORDET 1943 SOBIBOR           | Heiloo, Heerenweg 95            | Roza de Vries-de Leeuwe (1911–1943)         |

## Verlegedaten
- 29. Februar 2016: Egmond aan Zee
- 12. Februar 2017: Heiloo
- 6. Oktober 2018: Heiloo
- 24. April 2020: Bergen